# India az 1988. évi nyári olimpiai játékokon
India a dél-koreai Szöulban megrendezett 1988. évi nyári olimpiai játékok egyik részt vevő nemzete volt. Az országot az olimpián 11 sportágban 46 sportoló képviselte, akik érmet nem szereztek.

## Asztalitenisz
Férfi
| Versenyző                    | Versenyszám | Csoportkör | Csoportkör | Nyolcaddöntő      | Negyeddöntő       | Elődöntő          | Döntő             | Helyezés |
| Versenyző                    | Versenyszám | Ellenfél Eredmény | Hely.      | Ellenfél Eredmény | Ellenfél Eredmény | Ellenfél Eredmény | Ellenfél Eredmény | Helyezés |
| ---------------------------- | ----------- | --- | ---------- | ----------------- | ----------------- | ----------------- | ----------------- | -------- |
| Kamlesh Mehta                | Egyes       | E csoport · Mariano Domuszcsiev (BUL) · 3:1 · Piotr Molenda (POL) · 3:1 · Jorge Gambra (CHI) · 3:0 · Kim Van (Kim Wan) (KOR) · 0:3 · Jörgen Persson (SWE) · 1:3 · Szaitó Kijosi (JPN) · 0:3 · Sherif El-Saket (EGY) · 3:1 | 4.         | kiesett           | kiesett           | kiesett           | kiesett           | 25.      |
| Sujay Ghorpade               | Egyes       | D csoport · Zoran Primorac (YUG) · 0:3 · Jörg Roßkopf (FRG) · 0:3 · Mijazaki Josihito (JPN) · 0:3 · Atanda Musa (NGR) · 1:3 · Gary Haberl (AUS) · 2:3 · Francisco López (VEN) · 3:2 · Andrzej Grubba (POL) · 0:3 | 7.         | kiesett           | kiesett           | kiesett           | kiesett           | 49.      |
| Kamlesh Mehta Sujay Ghorpade | Páros       | A csoport · Japán (JPN) · Ono Szeidzsi · Mijazaki Josihito · 0:2 · Nagy-Britannia (GBR) · Alan Cooke · Carl Prean · 0:2 · Magyarország (HUN) · Klampár Tibor · Kriston Zsolt · 1:2 · Tunézia (TUN) · Mourad Sta · Sofiane Ben Letaief · 2:0 · Hongkong (HKG) · Chan Chi Ming · Liu Fuk Man · 2:0 · Kína (CHN) · Csen Lung-can (Chen Longcan) · Iszeki Szeikó · 0:2 · Svédország (SWE) · Erik Lindh · Jörgen Persson · 0:2 | 6.         |                   | kiesett           | kiesett           | kiesett           | 21.      |

Női
| Versenyző       | Versenyszám | Csoportkör | Csoportkör | Nyolcaddöntő      | Negyeddöntő       | Elődöntő          | Döntő             | Helyezés |
| Versenyző       | Versenyszám | Ellenfél Eredmény | Hely.      | Ellenfél Eredmény | Ellenfél Eredmény | Ellenfél Eredmény | Ellenfél Eredmény | Helyezés |
| --------------- | ----------- | --- | ---------- | ----------------- | ----------------- | ----------------- | ----------------- | -------- |
| Niyati Roy-Shah | Egyes       | F csoport · Flyura Bulatova (URS) · 0:3 · Karina Bogaerts (BEL) · 0:3 · Marie Hrachová (TCH) · 0:3 · Leong Mee Wan (MAS) · 0:3 · Csang Hsziu-jü (Chang Hsiu-Yu) (TPE) · 0:3 | 6.         | kiesett           | kiesett           | kiesett           | kiesett           | 41.      |

## Atlétika
Női
| Versenyző                                                              | Versenyszám     | Előfutam | Előfutam | Előfutam | Negyeddöntő | Negyeddöntő | Negyeddöntő | Elődöntő | Elődöntő | Elődöntő | Döntő   | Döntő    |
| Versenyző                                                              | Versenyszám     | Idő      | Hely.    | Össz.    | Idő         | Hely.       | Össz.       | Idő      | Hely.    | Össz.    | Idő     | Helyezés |
| ---------------------------------------------------------------------- | --------------- | -------- | -------- | -------- | ----------- | ----------- | ----------- | -------- | -------- | -------- | ------- | -------- |
| Mercy Kuttan-Mathews                                                   | 400 m           | 53,41    | 5.       | 26.      | 53,93       | 8.          | 30.         | kiesett  | kiesett  | kiesett  | kiesett | kiesett  |
| Shiny Abraham-Wilson                                                   | 800 m           | 2:03,26  | 6.       | 18.      |             |             |             | kiesett  | kiesett  | kiesett  | kiesett | kiesett  |
| P. T. Usha                                                             | 400 m gát       | 59,55    | 7.       | 31.      |             |             |             | kiesett  | kiesett  | kiesett  | kiesett | kiesett  |
| Mercy Kuttan-Mathews Vandana Rao Vandana Shanbagh Shiny Abraham-Wilson | 4 × 400 m váltó | 3:33,46  | 7.       | 10.      |             |             |             |          |          |          | kiesett | kiesett  |

## Birkózás
Szabadfogású
| Versenyző            | Versenyszám | Vigaszágas kiesés | Vigaszágas kiesés | Helyosztók        | Helyosztók        | Bronz- mérkőzés   | Döntő             | Helyezés    |
| Versenyző            | Versenyszám | Vigaszágas kiesés | Vigaszágas kiesés | 7. helyért        | 5. helyért        | Bronz- mérkőzés   | Döntő             | Helyezés    |
| Versenyző            | Versenyszám | Ellenfél Eredmény | Hely.             | Ellenfél Eredmény | Ellenfél Eredmény | Ellenfél Eredmény | Ellenfél Eredmény | Helyezés    |
| -------------------- | ----------- | --- | ----------------- | ----------------- | ----------------- | ----------------- | ----------------- | ----------- |
| Rajesh Kumar         | 48 kg       | A csoport · Liang Tö-csin (Liang Dejin) (CHN) · 13–7 · Tümendembereliin Sükhbaatar (MGL) · 7–6 · Reiner Heugabel (FRG) · 0–12 · Ivan Conov (BUL) · 8–11 | 5.                | kiesett           | kiesett           | kiesett           | kiesett           | helyezetlen |
| Kuldeep Singh        | 52 kg       | B csoport · Nguyễn Kim Hương (VIE) · 18–3 · Bíró László (HUN) · 5–11 · Oscar Muñoz (COL) · 12–6 · Tserenbaataryn Enkhbayar (MGL) · 9–16                 | 5.                | kiesett           | kiesett           | kiesett           | kiesett           | helyezetlen |
| Vinod Kumar          | 57 kg       | A csoport · Nagy Béla (HUN) · kétvállas · Lawrence Holmes (CAN) · 6–3 · Szergej Beloglazov (URS) · kétvállas                                            | 9.                | kiesett           | kiesett           | kiesett           | kiesett           | helyezetlen |
| Satyawan             | 68 kg       | B csoport · Alexander Leipold (FRG) · 1–11 · Khenmedekhiin Amaraa (MGL) · 2–7                                                                           | 11.               | kiesett           | kiesett           | kiesett           | kiesett           | helyezetlen |
| Naresh Kumar         | 74 kg       | A csoport · Mamadou Diaw Diallo (GUI) · passzivitás · Uwe Westendorf (GDR) · 2–11 · Ayatollah Vagozari (IRI) · kétvállas                                | 9.                | kiesett           | kiesett           | kiesett           | kiesett           | helyezetlen |
| Subhash Verma        | 90 kg       | A csoport · Tóth Gábor (HUN) · 4–11 · Doug Cox (CAN) · 15–0 · Jim Scherr (USA) · 3–6                                                                    | 8.                | kiesett           | kiesett           | kiesett           | kiesett           | helyezetlen |
| Kartar Dhillon Singh | 100 kg      | A csoport · Honda Tamon (JPN) · 3–2 · Boldyn Javkhlantögs (MGL) · passzivitás · Cso Bjongon (Jo Byeong-On) (KOR) · 1–16                                 | 7.                | kiesett           | kiesett           | kiesett           | kiesett           | helyezetlen |

## Gyeplabda

### Férfi
| Indiai férfi gyeplabdacsapat-játékoskeret | Indiai férfi gyeplabdacsapat-játékoskeret                                                                                              |
| --- | --- |
| - Rajinder Singh Rawat - Pargat Singh - Ashok Kumar - Mohinder Pal Singh - Somaya Muttana Maneypandey - Vivek Singh - Sujit Kumar - Subramani Balada Kalaiah | - Muhammad Shahid - Jude Sebastian - Balwinder Singh - Merwyn Fernandis - Thoiba Singh - Gundeep Kumar - Jagbir Singh - Mark Patterson |

#### Eredmények
Csoportkör
B csoport
| Csapat               | M | Gy | D | V | G+ | G– | Gk  | P |
| -------------------- | - | -- | - | - | -- | -- | --- | - |
| NSZK (FRG)           | 5 | 4  | 1 | 0 | 13 | 3  | +10 | 9 |
| Nagy-Britannia (GBR) | 5 | 3  | 1 | 1 | 12 | 5  | +7  | 7 |
| India (IND)          | 5 | 2  | 1 | 2 | 9  | 7  | +2  | 5 |
| Szovjetunió (URS)    | 5 | 2  | 1 | 2 | 5  | 10 | –5  | 5 |
| Dél-Korea (KOR)      | 5 | 0  | 2 | 3 | 5  | 10 | –5  | 2 |
| Kanada (CAN)         | 5 | 0  | 2 | 3 | 3  | 12 | –9  | 2 |

| 1988. szeptember 18. | Szovjetunió (URS) | 1–0 | India (IND) |  |
| 1988. szeptember 18. | (1–0)             |     |             |  |

| 1988. szeptember 20. | NSZK (FRG) | 1–1 | India (IND) |  |
| 1988. szeptember 20. | (1–1)      |     |             |  |

| 1988. szeptember 22. | Dél-Korea (KOR) | 1–3 | India (IND) |  |
| 1988. szeptember 22. | (1–0)           |     |             |  |

| 1988. szeptember 24. | Kanada (CAN) | 1–5 | India (IND) |  |
| 1988. szeptember 24. | (1–3)        |     |             |  |

| 1988. szeptember 26. | Nagy-Britannia (GBR) | 3–0 | India (IND) |  |
| 1988. szeptember 26. | (0–0)                |     |             |  |

Az 5–8. helyért
| 1988. szeptember 28. | India (IND)     | 6–6 (h. u.) | Argentína (ARG) |  |
| 1988. szeptember 28. | (4–2, 5–5, 6–5) |             |                 |  |
| 1988. szeptember 28. | Büntetőpárbaj:  |             |                 |  |
| 1988. szeptember 28. | 4–3             |             |                 |  |

Az 5. helyért
| 1988. szeptember 30. | India (IND) | 1–2 | Pakisztán (PAK) |  |
| 1988. szeptember 30. | (0–1)       |     |                 |  |

| Csapat      | Helyezés |
| ----------- | -------- |
| India (IND) | 6.       |

## Íjászat
Férfi
| Versenyző                               | Versenyszám | Selejtező | Selejtező | Nyolcaddöntő | Nyolcaddöntő | Negyeddöntő | Negyeddöntő | Elődöntő | Elődöntő | Döntő   | Döntő    |
| Versenyző                               | Versenyszám | Pont      | Hely.     | Pont         | Hely.        | Pont        | Hely.       | Pont     | Hely.    | Pont    | Helyezés |
| --------------------------------------- | ----------- | --------- | --------- | ------------ | ------------ | ----------- | ----------- | -------- | -------- | ------- | -------- |
| Sanjeev Singh                           | Egyéni      | 1233      | 36.       | kiesett      | kiesett      | kiesett     | kiesett     | kiesett  | kiesett  | kiesett | kiesett  |
| Limba Ram                               | Egyéni      | 1232      | 39.       | kiesett      | kiesett      | kiesett     | kiesett     | kiesett  | kiesett  | kiesett | kiesett  |
| Shyam Lal Meena                         | Egyéni      | 1150      | 71.       | kiesett      | kiesett      | kiesett     | kiesett     | kiesett  | kiesett  | kiesett | kiesett  |
| Limba Ram Shyam Lal Meena Sanjeev Singh | Csapat      | 3615      | 20.       |              |              |             |             | kiesett  | kiesett  | kiesett | kiesett  |

## Ökölvívás
| Versenyző         | Versenyszám | Selejtező         | 32-es főtábla                   | Nyolcaddöntő                             | Negyeddöntő       | Elődöntő          | Döntő             | Helyezés |
| Versenyző         | Versenyszám | Ellenfél Eredmény | Ellenfél Eredmény               | Ellenfél Eredmény                        | Ellenfél Eredmény | Ellenfél Eredmény | Ellenfél Eredmény | Helyezés |
| ----------------- | ----------- | ----------------- | ------------------------------- | ---------------------------------------- | ----------------- | ----------------- | ----------------- | -------- |
| Manoj Pingale     | Légsúly     | erőnyerő          | Joseph Chongo (ZAM) · 5:0       | Mario González (MEX) · 1:4               | kiesett           | kiesett           | kiesett           | 9.       |
| Shahuraj Birajdar | Harmatsúly  | erőnyerő          | Ayewoubo Akomatsri (TOG) · 5:0  | Kennedy McKinney (USA) · mérkőzés nélkül | kiesett           | kiesett           | kiesett           | 9.       |
| John Francis      | Pehelysúly  | erőnyerő          | Liu Tung (Liu Dong) (CHN) · 2:3 | kiesett                                  | kiesett           | kiesett           | kiesett           | 17.      |

## Sportlövészet
Női
| Versenyző  | Versenyszám           | Selejtező | Selejtező | Döntő   | Döntő    |
| Versenyző  | Versenyszám           | Pont      | Helyezés  | Pont    | Helyezés |
| ---------- | --------------------- | --------- | --------- | ------- | -------- |
| Soma Dutta | Légpuska              | 385       | 30.       | kiesett | kiesett  |
| Soma Dutta | Sportpuska, összetett | 575       | 23.       | kiesett | kiesett  |

## Súlyemelés
| Versenyző                | Versenyszám | Szakítás | Szakítás | Lökés    | Lökés    | Összesen | Helyezés |
| Versenyző                | Versenyszám | Eredmény | Helyezés | Eredmény | Helyezés | Összesen | Helyezés |
| ------------------------ | ----------- | -------- | -------- | -------- | -------- | -------- | -------- |
| Gurunathan Muthuswamy    | 52 kg       | 102,5    | 9.       | 125,0    | 12.      | 227,5    | 11.      |
| Raghavan Chanderasekaran | 52 kg       | 92,5     | 18.      | 115,0    | 17.      | 207,5    | 19.      |

## Tenisz
Férfi
| Versenyző                     | Versenyszám | 64-es főtábla                                 | 32-es főtábla                                                                            | Nyolcaddöntő                                                                   | Negyeddöntő       | Elődöntő          | Döntő             | Helyezés |
| Versenyző                     | Versenyszám | Ellenfél Eredmény                             | Ellenfél Eredmény                                                                        | Ellenfél Eredmény                                                              | Ellenfél Eredmény | Ellenfél Eredmény | Ellenfél Eredmény | Helyezés |
| ----------------------------- | ----------- | --------------------------------------------- | ---------------------------------------------------------------------------------------- | ------------------------------------------------------------------------------ | ----------------- | ----------------- | ----------------- | -------- |
| Zeeshan Ali                   | Egyes       | Víctor Caballero (PAR) · 6–3, 6–2, 6–4        | Jakob Hlasek (SUI) · 4–6, 5–7, 5–7                                                       | kiesett                                                                        | kiesett           | kiesett           | kiesett           | 17.      |
| Vijay Amritraj                | Egyes       | Henri Leconte (FRA) · 6–4, 4–6, 3–6, 6–3, 3–6 | kiesett                                                                                  | kiesett                                                                        | kiesett           | kiesett           | kiesett           | 33.      |
| Vijay Amritraj Anand Amritraj | Páros       |                                               | Dél-Korea (KOR) · Ju Dzsinszon (Yu Jin-Seon) · Kim Bongszu (Kim Bong-Su) · 6–3, 7–6, 6–2 | Csehszlovákia (TCH) · Miloslav Mečíř · Milan Šrejber · 6–4, 4–6, 6–4, 4–6, 2–6 | kiesett           | kiesett           | kiesett           | 9.       |

## Úszás
Férfi
| Versenyző          | Versenyszám    | Előfutam | Előfutam | Előfutam | Döntő   | Döntő   | Döntő   | Helyezés |
| Versenyző          | Versenyszám    | Idő      | Hely.    | Össz.    | Típus   | Idő     | Hely.   | Helyezés |
| ------------------ | -------------- | -------- | -------- | -------- | ------- | ------- | ------- | -------- |
| Khazan Singh Tokas | 200 m pillangó | 2:03,95  | 5.       | 28.      | kiesett | kiesett | kiesett | kiesett  |

## Vitorlázás
Férfi
| Versenyző                           | Versenyszám    | Futam | Futam | Futam | Futam | Futam  | Futam | Futam | Pontszám | Helyezés |
| Versenyző                           | Versenyszám    | 1     | 2     | 3     | 4     | 5      | 6     | 7     | Pontszám | Helyezés |
| ----------------------------------- | -------------- | ----- | ----- | ----- | ----- | ------ | ----- | ----- | -------- | -------- |
| Farokh Tarapore Kelly Subbanand Rao | 470-es osztály | 25,0  | 26,0  | 25,0  | 11,7  | (36,0) | 26,0  | 21,0  | 134,7    | 17.      |